# Thomas Curutchet
Pour les articles homonymes, voir Curutchet.
Pas d'image ? Cliquez ici

a Compétitions nationales et continentales officielles uniquement.

Dernière mise à jour le 11 novembre 2024.
Thomas Curutchet, né le 26 juin 1995 à Bayonne, est un joueur français de rugby à XV qui évolue aux postes de demi d'ouverture et de centre.

## Biographie
Thomas Curutchet intègre l'école de rugby de l'Anglet ORC, dès l'âge de 4 ans et demi, où plusieurs membres de sa famille ont évolué par le passé, notamment son père Claude en tant que demi de mêlée pendant 34 ans ainsi qu'avec le rôle de gardien municipal du stade Saint-Jean ; Claude entraîne également son fils au sein de l'école de rugby angloye.
Polyvalent mais formé principalement au poste de demi d'ouverture plutôt qu'à celui de centre, il intègre en 2011 le Pôle espoirs de Bayonne, un an après avoir intégré l'Aviron bayonnais,.
En 2014, il intègre l'US Dax, intégrant son centre de formation landais à partir de la saison 2015-2016,.
Entre-temps, il pratique occasionnellement le rugby à sept au niveau amateur,.
Dès sa deuxième saison au centre de formation, Curutchet joue son premier match professionnel le 31 mars 2017 sur le terrain de l'US Oyonnax. Évoluant plutôt au poste de centre avec les espoirs dacquois, il est également aligné en tant que demi d'ouverture avec l'équipe première. Malgré la relégation de l'US Dax en Fédérale 1, il prolonge à l'intersaison 2018, signant ainsi son premier contrat senior, et faisant partie des nombreux espoirs promus en équipe première pour cette saison inédite en division amateur ; il poursuit en parallèle ses études en master STAPS, option management du sport. Victime d'un plaquage cathédrale au mois de novembre, il est opéré pour une fracture à la septième cervicale. À l'issue de sa première saison en Fédérale 1, il prolonge pour une saison supplémentaire plus une optionnelle. Après avoir disputé la saison inaugurale de Nationale, son contrat est prolongé pour deux années de plus ; néanmoins, il n'est pas conservé à l'issue de la saison 2021-2022.
Il fait alors son retour dans son club formateur, l'Anglet ORC, club qualifié pour la saison inaugurale de Nationale 2,. Il exerce en parallèle de ses activités sportives en tant que commercial auprès d'un fournisseur de peinture.